# Donnie Darko
Donnie Darko és un thriller psicològic de ciència-ficció de 2001 escrit i dirigit per Richard Kelly i produït per Flower Films. La pel·lícula és protagonitzada per Jake Gyllenhaal, Jena Malone, Maggie Gyllenhaal, Drew Barrymore, Mary McDonnell, Katharine Ross, Patrick Swayze, Noah Wyle, Stu Stone, Daveigh Chase i James Duval. Ambientada a l’octubre de 1988, el film explica la història de Donnie Darko, un adolescent problemàtic que escapa per poc d’un estrany accident i que té visions de Frank, una misteriosa figura en una disfressa de conill que l’informa que el món acabarà en només 28 dies. Frank comença a manipular a Donnie per cometre diversos crims.
La creació del film va començar l’any 1997 quan Kelly s'havia graduat de l'escola de cinema i va començar a escriure guions. Va partir de la primerenca idea d’un motor de reacció d’un avió que caia sobre una casa sense que ningú en sabés del seu origen i va construir la trama al voltant d’això. Kelly va insistir en dirigir la pel·lícula ell mateix i va lluitar per aconseguir el suport dels productors fins l’any 2000, quan Flower Films de Barrymore va acordar produir-la amb un pressupost de 4,5 milions de dòlars. El rodatge es va fer en 28 dies durant l'estiu del 2000, majorment a California. La banda sonora compta amb una cover de “Mad World” de Tears for Fears pels músics americans Gary Jules i Michael Andrews, que va mantenir-se a la posició número 1 de la llista de singles del Regne Unit durant tres setmanes.
La pel·lícula va estrenar-se el 19 de gener de 2001 al Sundance Film Festival, seguida d’una estrena limitada al cinema el 26 d’octubre. A causa de la publicitat de la pel·lícula que incloïa un avió estavellant-se i els atemptats de l’11 de setembre que havien succeït un mes i mig abans, amb prou feines es va anunciar, la qual cosa va afectar el seu rendiment en taquilla; va ingressar només 517.375 dòlars en el seu període inicial. Malgrat això, Donnie Darko va rebre crítiques positives i va ser posicionada al número 2 de les “50 millors pel·lícules independents de tots els temps” i al número 53 de les “500 millors pel·lícules de tots els temps” de l'Empire. Després de les reedicions, va assolir el 7,5 milions de dòlars bruts a tot el món. El març de 2002, la pel·lícula es va estrenar en vídeo domèstic, guanyant 500.000 dòlars en vendes i aconseguint un seguiment de culte. Kelly va llançar Donnie Darko: The Director’s Cut el 2004. La pel·lícula es va adaptar a una producció escènica el 2007 i es va fer una seqüela, S. Darko, del 2009 i sense la participació de Kelly. El 2021 va anunciar que el treball en una nova seqüela està en progrés.
Va ser doblada al català i emesa el 2005.

## Argument
El 2 d’octubre de 1988 a la petita localitat de Middlesex, Virginia, l’intel·lectual però problemàtic adolescent Donald J. “Donnie” Darko, que ja ha estat patint brots de somnambulisme, es desperta enmig d’una carretera i torna a casa amb bicicleta. Més tard aquella nit, dirigit per una veu misteriosa, surt somnàmbul de casa seva. Un cop fora, coneix una monstruosa figura vestida amb una disfressa de conill a qui Donnie anomena Frank, que li diu que el món acabarà en 28 dies, 6 hores, 42 minuts i 12 segons. Donnie desperta l'endemà en un camp de golf local i torna a casa per descobrir que un motor de reacció ha travessat el seu dormitori des del cel. La seva germana gran Elizabeth li diu que els investigadors de la FAA desconeixen el seu origen.
Durant els dies següents a l’accident, Donnie continua tenint visions de Frank. Els seus pares, Eddie i Rose, consulten la seva psiquiatra, la doctora Thurman. Ella creu que està deslligat de la realitat i que les seves visions de Frank són “al·lucinacions a la llum del dia” a causa de l'esquizofrènia paranoide. Frank comença a influenciar les accions de Donnie a través dels seus episodis de somnambulisme, fins i tot arribant a inundar el seu institut trencant una canonada amb una destral. Donnie, a més, coneix una noia anomenada Gretchen Ross, qui fa poc s'ha traslladat al poble amb la seva mare sota una nova identitat per escapar del seu violent padrastre. La doctora Thurman hipnotitza Donnie durant una de les seves sessions, però termina amb ell discutint sobre les seves fantasies sexuals que inclouen a Christina Applegate mentre es descorda els pantalons, fent que Thurman finalitzi la sessió abans d’hora. Més tard, Donnie va a un descampat i dispara a ampolles mentre els seus amics discuteixen sobre els components sexuals dels Barrufets. Tornant d’allà, Donnie i els seus amics veuen una dona aparentment senil que es troba en la carretera davant de casa seva i gairebé és atropellada. Uns dies abans d’aquest esdeveniment, Donnie es troba al cotxe amb el seu pare que va conduint i ell gairebé l’atropella també. Donnie baixa del cotxe per comprovar si ella està bé i la vella li xiuxiueja a l’orella: “tots els éssers vius de la Terra moren sols”. Donnie, més endavant, ho planteja en una de les seves sessions de teràpia, admetent que no vol estar sol. La vella, a la qual els habitants del poble li han posat el malnom de “l'àvia de la mort”, surt a la carretera cada dia i revisa la seva bústia buida amb freqüència, tot i no rebre mai cap correu.
La professora de gimnàstica i fonamentalista cristiana Kitty Farmer atribueix l'acte de vandalisme a la influència del conte The Destructors, assignat per la dedicada professora d'anglès Karen Pomeroy. Kitty comença a ensenyar "lliçons d'actitud" preses del ponent motivacional local Jim Cunningham, però Donnie s'hi rebel·la, provocant friccions entre Kitty i Rose, les quals tenen filles petites al mateix grup de ball.
Frank li pregunta a Donnie, que al seu torn li pregunta al seu professor de ciències, el doctor Kenneth Monnitoff, si creu en els viatges en el temps. Monnitoff li dona a Donnie una mica d'informació sobre el tema, però després interromp l'explicació per por de perdre la seva feina, però no abans de donar-li a Donnie The Philosophy of Time Travel, un llibre escrit per una antiga monja anomenada Roberta Sparrow que des de llavors s'ha convertit en “l'àvia de la mort”. Més tard, mentre mira el futbol, Donnie s'adona d’unes columnes de bombolles que emergeixen dels pits de la gent al seu voltant i que mostren a Donnie on es mourà la persona, coincidint amb il·lustracions del llibre de Sparrow. Una bombolla apareix al seu pit i la segueix fins a l'armari dels seus pares, on troba i agafa una pistola.
Kitty organitza que Cunningham parli en una assemblea de l'escola, on Donnie l'insulta mentre ofereix el seu propi consell a altres nens que havien expressat les seves pors a Cunningham. Més tard, troba la cartera i la direcció de Cunningham. Mentre té una cita amb Gretchen al cinema local, Donnie s'imagina a Frank amb un dels seus ulls disparats. Frank suggereix que Donnie cremi la casa de Cunningham, cosa que fa. Els bombers descobreixen un cúmul de pornografia infantil. Cunningham és arrestat i Kitty, que vol declarar en la seva defensa, demana a Rose que ocupi el seu lloc com a acompanyant del grup de ball de les seves filles en el seu viatge a Los Angeles.
Amb la seva mare i la seva germana petita Samantha a Los Angeles, i el seu pare fora per negocis, Donnie i Elizabeth celebren una festa de disfresses de Halloween per celebrar l'acceptació d'Elizabeth a Harvard. A la festa, Gretchen arriba desconcertada perquè la seva mare ha desaparegut, cosa que suposadament és causada pel seu padrastre, i implica que ella i Donnie tenen relacions sexuals per primera vegada. Quan Donnie s'adona que la fi del món profetitzada de Frank és a només unes hores de distància, porta a Gretchen i els seus amics a trobar Sparrow. En comptes d'això, troben dos matons de l’institut, Seth i Ricky, que intenten robar la casa de Sparrow. Donnie, Seth i Ricky es barallen a la carretera davant de casa seva, just quan ella torna a casa. Els dos amics de Donnie i els matons fugen quan un cotxe que s'acosta atropella Gretchen i la mata. El conductor és el xicot de l'Elizabeth, Frank Anderson, amb el mateix vestit de conill de les visions de Donnie. Donnie li dispara a l'ull amb l'arma robada del seu pare i marxa a casa portant el cos de Gretchen.
Donnie torna a casa quan es forma un vòrtex sobre la seva casa. Agafa un dels cotxes dels seus pares, hi carrega el cos de Gretchen i condueix cap a una carena propera que domina la ciutat. Allà, observa com l'avió que transporta la Rose i el grup de ball a casa des de Los Angeles queda atrapat a l'estela del vòrtex, que arrenca i agafa un dels seus motors. Els esdeveniments dels 28 dies anteriors es rebobinen. Donnie es desperta al seu dormitori, s'adona que la data és el 2 d'octubre i riu mentre el motor de reacció cau sobre el seu dormitori, aixafant-lo. Al voltant de la ciutat, aquells als quals Donnie hauria conegut es desperten d'uns somnis problemàtics. La Gretchen, que en aquesta línia de temps no havia conegut mai en Donnie, passa en bicicleta per la casa de Darko l'endemà al matí i s'assabenta de la seva mort. Ella i la mare intercanvien mirades i es saluden com si es coneguessin, però no recordessin d'on.

## Repartiment
- Jake Gyllenhaal com a Donald "Donnie" Darko
- Jena Malone com a Gretchen Ross
- Mary McDonnell com a Rose Darko
- Holmes Osborne com a Eddie Darko
- Katharine Ross com a Dra. Lilian Thurman
- Maggie Gyllenhaal com a Elizabeth Darko
- Daveigh Chase com a Samantha Darko
- James Duval com a Frank Anderson
- Drew Barrymore com a Karen Pomeroy
- Patrick Swayze com a Jim Cunningham
- Noah Wyle com a Dr. Kenneth Monnitoff
- Beth Grant com a Kitty Farmer
- Stuart Stone com a Ronald Fisher
- Gary Lundy com a Sean Smith
- Alex Greenwald com a Seth Devlin
- Seth Rogen com a Ricky Danforth
- Patience Cleveland com a Roberta Sparrow
- Jolene Purdy com a Cherita Chen
- Ashley Tisdale com a Kim
- Jerry Trainor com a Lanky
- David St. James com a Bob Garland
- Scotty Leavenworth com a David
- Fran Kranz com a Passatger
- Jack Salvatore Jr. com a Larry Riesman
- Arthur Taxier com a Dr. Fisher

## Pre-Producció
Redacció
La idea de la pel·lícula va sorgir a finals de 1997 quan Kelly, amb 23 anys, s'havia graduat a la School of Cinematic Arts de Los Angeles. Mentre guanyava diners com a ajudant d'un client en una casa de postproducció, va pensar en el seu futur i va decidir escriure el seu primer guió de llargmetratge. La tasca va espantar a Kelly al principi perquè no volia produir alguna cosa que fos de mala qualitat. No va ser fins a l'octubre de 1998 quan Kelly va sentir que era el moment d'escriure un guió i va escriure Donnie Darko en 28 dies, el mateix període que comprèn la pel·lícula. L'època de l'any va influir en Kelly per ambientar-la al voltant de Halloween.
Kelly es va proposar escriure un guió "ambiciós, personal i nostàlgic" sobre la dècada de 1980 combinant la ciència-ficció amb un conte sobre la majoria d'edat. Kelly va resumir que el guió havia de ser "un record divertit i punyent de l'Amèrica suburbana a l'època de Reagan." Va recordar una notícia que havia llegit quan era nen, que més tard va anomenar llegenda urbana, sobre un gran tros de gel que va caure de l'ala d'un avió i es va estavellar contra l'habitació d'un nen, i com que no hi era en aquell moment, va escapar de la mort. Kelly va utilitzar això per desenvolupar una idea inicial d'un motor de reacció que cau a una casa i ningú pot determinar el seu origen i va construir la resta del guió a partir d'aquí. En algun moment, Kelly es va plantejar substituir el motor de reacció per un tros de gel, com havia llegit. Kelly va ser inflexible a ambientar la pel·lícula el 1988, pensant que seria fresc explorar l'època i representar una societat que no havia vist abans en una pel·lícula. Més tard va admetre que se sentia pressionat perquè l'escenari fos més contemporani. No obstant això, no va poder esbrinar com fer que la història funcionés en un entorn així i va conservar l'escenari original. El primer esborrany feia que Donnie es despertés originalment en un centre comercial, en lloc d'en un camp de golf. Kelly va obtenir idees per a les experiències de Donnie d'esquizofrènia paranoide investigant el tema en línia. Va considerar que un desordre tan ampli que és difícil de definir era "una gran manera de fonamentar una història sobrenatural" en un sentit científic. El primer esborrany tenia unes 145 pàgines. En llegir-lo, el productor Sean McKittrick va recordar que "mai havia llegit res com això abans" i va ajudar a perfeccionar el guió.
Hi ha alguns vincles autobiogràfics entre Kelly i la pel·lícula; va dir que hi ha "molt de mi" en el personatge de Donnie. Kelly va créixer a Midlothian, Virginia, també una ciutat suburbana, on una dona local anomenada “àvia de la mort” es trobava al costat de la carretera i obria i tancava constantment la seva bústia. Kelly també va incorporar el moment en què gairebé atropellava una persona sense llar mentre conduïa, les discussions amb els seus professors de l'escola sobre el currículum i les seves experiències personals amb el somnambulisme a la narració. Kelly va tenir a Frank com un conill des del principi, però no estava segur de si el personatge s'originava d'un somni o del seu interès des de fa molt temps per la novel·la d'animals Watership Down de Richard Adams. La novel·la s'hauria d’haver ensenyat a la classe d'anglès de Karen després que l'escola hagués censurat a Graham Greene del seu currículum, però va ser una subtrama que va ser abandonada en la versió teatral, però inclosa en el tall del director.

Desenvolupament
Kelly sabia que la complicada història de la pel·lícula seria difícil d'exposar als productors sense un guió, així que els va fer llegir abans de parlar-ne més amb ells. Mentre presentaven el guió, McKittrick va insistir que Kelly dirigís la pel·lícula, la qual cosa va afectar les seves possibilitats de ser seleccionada. McKittrick va dir que Donnie Darko era "el guió desafiant que tothom volia fer, però tenia massa por". Kelly va recordar que el 1999 va ser un any de "reunió rere reunió", només per ser rebutjat i va declarar la pel·lícula "morta" en aquest moment.
El desenvolupament va progressar quan els agents de la Creative Artists Agency es van interessar pel guió i van contractar Kelly. Això va provocar més reunions amb diverses persones destacades, com Francis Ford Coppola, Ben Stiller, William Horberg i Betty Thomas. La reunió de Kelly amb Coppola va ser especialment influent, ja que Coppola va cridar la seva atenció sobre una de les línies de Karen després de ser acomiadada: "Els nens ho han d'entendre tot sols, perquè els pares no en tenen ni idea" i Kelly va recordar: "Va fer lliscar la carpeta per la taula gran i va dir molt dramàticament:" D'això tracta tota la teva pel·lícula". A Vince Vaughn se li va oferir el paper de Donnie, però el va rebutjar perquè sentia que estava massa vell per a la part. Mark Wahlberg també es va acostar, però ell va insistir que havia d'interpretar Donnie amb un balboteig. La pel·lícula va progressar l'any 2000 quan l'actor Jason Schwartzman va llegir el guió i va acceptar interpretar a Donnie. Kelly va dir que aquest moment "em va legitimar com a director", cosa que va fer que Barrymore acceptés el paper de Karen, després d'haver considerat el guió "tan extraordinari". Barrymore havia format la productora Flower Films amb Nancy Juvonen, i va organitzar una reunió amb Kelly el març de 2000 al plató de Charlie's Angels (2000). Barrymore i Juvonen van suggerir que Flower Films financés la seva producció; Kelly va acceptar i la pel·lícula va rebre un pressupost de 4,5 milions de dòlars. Kelly més tard va dir que la suma era el "mínim" per fer la pel·lícula.
Després d'aconseguir el suport financer, la preproducció es va accelerar i el rodatge es va reservar per a l'estiu del 2000 i es va programar per acomodar a Barrymore, que tenia una setmana de disponibilitat. Tanmateix, al juliol, Schwartzman es va retirar a causa de conflictes de programació. Això va portar a un període "emocionant" per a Kelly, que va conèixer a diversos aspirants, com Patrick Fugit i Lucas Black. Gyllenhaal, que estava a Los Angeles fent una audició per a les parts, va quedar "hipnotitzat" pel guió i va recordar haver parat el cotxe al costat de la carretera per acabar de llegir-lo. El rodatge estava previst que comencés en un mes, durant el qual Kelly va treballar amb Gyllenhaal per modificar parts del seu diàleg. A Gyllenhaal se li va donar "molt espai" per incorporar les seves pròpies idees, incloent fer que la seva veu sonés com "un nen parlant amb la seva manta" quan parla amb Frank, ja que és una font de consol per a Donnie. Gyllenhaal també va tenir la idea de tenir la seva germana Maggie a la vida real com Elizabeth Darko. L'audició de Jolene Purdy per a Cherita va ser la primera de la seva carrera. Kelly atribueix a Juvonen el seu paper fonamental per aconseguir que Wyle i Swayze s'incorporessin.

## Altres dades
- La dada més curiosa és la que Donnie Darko fou filmada en exactament 28 dies, el mateix temps que transcorre en el temps fílmic des que comença fins que es resol la situació produïda al principi

- El film comptà amb un pressupost de 5 milions de dòlars

- La cançó "Mad world" de la banda sonora original és una versió del primer èxit de Tears for Fears, del 1982.

- La vestimenta de Donnie Darko a la festa de la Nit de Bruixes, és el mateix que fou emprat per Johnny (William Zabka) a la pel·lícula Karate Kid.

- La pel·lícula que en un principi Donnie (Jake Gyllenhaal) havia de veure al cinema era "C.H.U.D." de Douglas Cheek, però com que no pogueren aconseguir els drets d'aquesta pel·lícula, Sam Raimi els deixà gratis emetre algunes escenes del seu film "The Evil Dead".

- Al principi de la pel·lícula, la mare de Donnie (Jake Gyllenhaal), és al jardí llegint "It" de Stephen King, novel·la que tracta sobre un dimoni vestit de pallasso que turmenta als nens d'un petit poble, història que té similituds amb aquesta pel·lícula.

- Drew Barrymore, a més d'intervenir com a actriu, ha exercit com a productora i impulsora del projecte.